# Фулани Хатун
Фулани Хатун (тур. Fülane Hatun; Истанбул, 1496 — Истанбул, 1550) била је једна од миљеница султана Сулејмана I.

## Биографија
Рођена је 1496, вероватно у Истанбулу. Године 1512. је родила Сулејману сина Махмуда, који је умро са девет година и 1521. ћерку Фатму Нур. Фулани је умрла 1550, вероватно у Истанбулу.